# Pennacchio del mantello

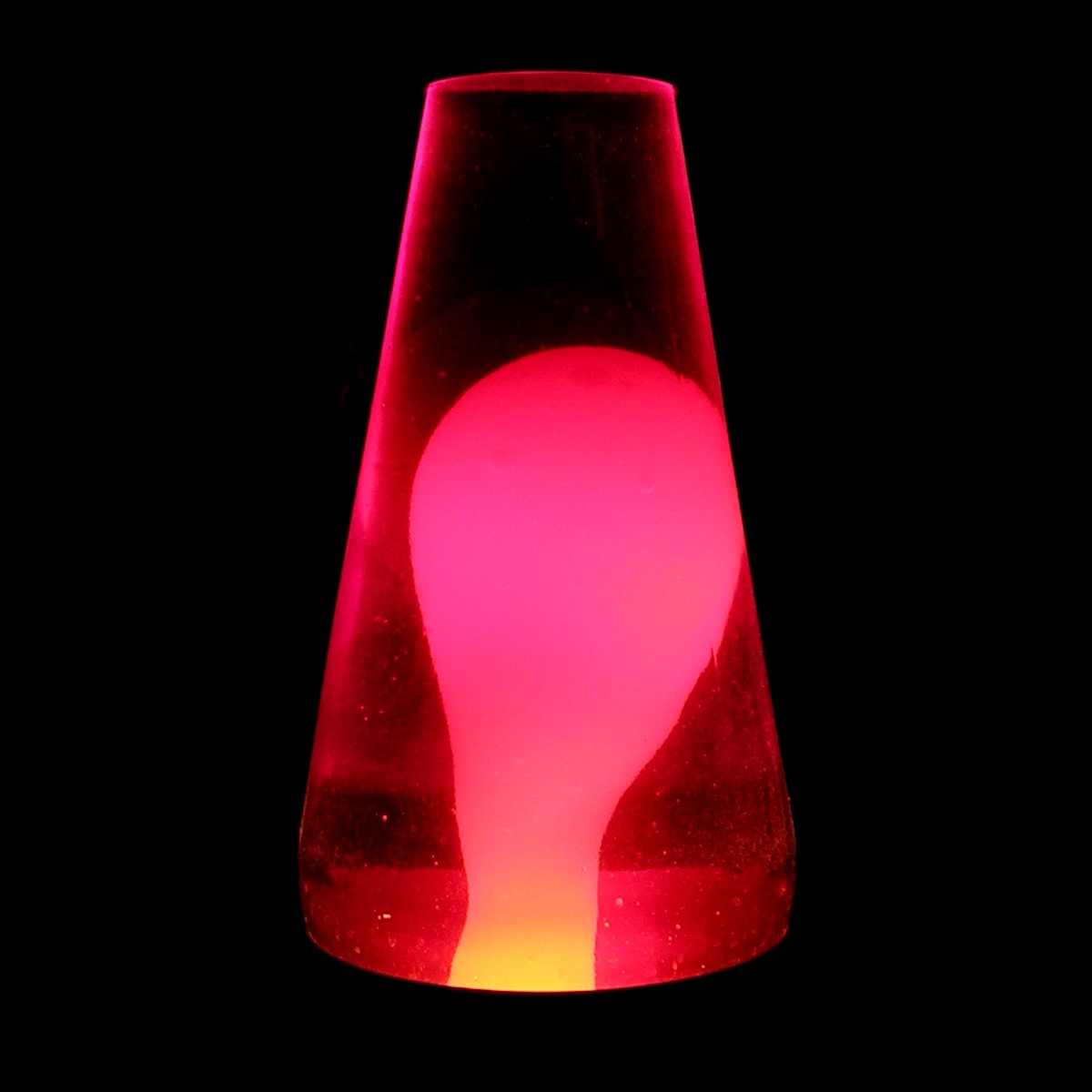
Una lava lamp illustra bene il concetto di mantle plume.

I pennacchi del mantello, noti anche come zampilli (in inglese mantle plumes), sono un fenomeno geologico proposto originariamente da W. Jason Morgan nel 1971. Vengono descritti come degli zampilli o pennacchi caldi, di materia relativamente primordiale, che risalgono dal profondo del mantello confinante con il nucleo esterno, grazie alla spinta idrostatica dovuta alla loro minore densità e che alimentano sacche di magma (dette hotspot o punti caldi) posti vicino alla superficie, come nel parco di Yellowstone o alle isole Hawaii.

## La dinamica
Tali zampilli risalgono a causa di correnti convettive che hanno origine al confine termico del mantello. Si pensa, pertanto, che gli "zampilli di Morgan", così sono chiamati, provengano da questo strato, l'unico conosciuto in profondità definito limite D del nucleo.

## La teoria
È da 30 anni che tale teoria è in auge presso i geologi. Tuttavia non vi sono prove irrefutabili che questi zampilli provengano da tali strati, e sono oggetto di dibattito. D'altronde sono  state intercettate delle onde sismiche anomale a bassa velocità, con forme differenti, per esempio, deboli, o a corpo vasto che portano a diversificare le caratteristiche di ciò che gli scienziati chiamano zampilli o pennacchi. Una chiara e completamente accettata definizione di uno zampillo attualmente non esiste, e la parola zampillo o pennacchio, viene spesso usata dagli scienziati per definire realtà differenti.

## Il superpennacchio
Gli esperti ritengono che, circa 120 milioni di anni fa sia accaduto sulla terra un fenomeno paragonabile ai pennacchi, ma di proporzioni straordinarie, che ebbe come effetto il raddoppio della crosta oceanica, dei plateau oceanici e delle catene vulcaniche sommerse.
La zona maggiormente coinvolta è stata quella dell'oceano Pacifico, e in minima parte l'oceano Indiano e l'Atlantico meridionale.
Una gran parte del materiale che 120 milioni di anni fa raggiunse la superficie, si può ancora oggi rintracciare sul fondo dell'oceano, dato che ha prodotto una sorta di strato fangoso.
 Tra le conseguenze del superpennacchio vi è l'ascesa del livello del mare di oltre 250 metri rispetto a quello odierno e parallelamente pure il livello della superficie del mare; inoltre anche la temperatura si innalzò presumibilmente di almeno 10 °C a causa dell'effetto serra indotto da alti livelli di anidride carbonica; infine si costituirono grandi depositi di carbonio, una parte dei quali si trasformò in petrolio. Sempre a causa del superpennacchio una parte dei diamanti furono portati a uno strato superficiale e la plasmazione delle catene montuose nord e sudamericane ne furono condizionate.
I ricercatori hanno avanzato anche l'ipotesi che i pennacchi siano correlati con i processi che causano il fenomeno di inversione del campo magnetico nella zona sotterranea del nucleo esterno.

## Un po' di confusione
Nel 2004, Don L. Anderson e James H. Natland scrissero: «Sfortunatamente, i termini hotspot e plume  si sono confusi. Nella letteratura recente i termini sono usati in modo intercambiabile. Uno zampillo è un'ipotetica caratteristica del mantello. Un hotspot è una regione o sacca di magma ritenuta anomala in alcuni aspetti a causa della sua locazione e del suo volume. Secondo l'ipotesi degli zampilli, un hotspot è una manifestazione superficiale di uno zampillo, ma i concetti sono diversi: uno è l'effetto presunto, l'altro ne è la causa.»